# マルクス・ポピッリウス・ラエナス (紀元前359年の執政官)
マルクス・ポピッリウス・ラエナス（Marcus Popillius Laenas）は、紀元前4世紀の共和政ローマの政治家・軍人で、執政官（コンスル）を四度務めた。

## 経歴
マルクス・ポピッリウスはプレブス（平民）の出身で、紀元前359年に初めて執政官に就任した。同僚執政官はグナエウス・マンリウス・カピトリヌス・インペリオススであった。執政官としてローマを奇襲しようと接近してきたティブル軍に勝利した。執政官任期の終わりごろには、タルクィニイ軍がエトルリアとの国境近くのローマ領土に侵攻した。
紀元前356年には二度目の執政官に選出されている。同僚執政官はマルクス・ファビウス・アンブストゥスであった。マルクス・ポピッリウスはティブルに対する軍事作戦で勝利を収めている。
紀元前350年、三度目の執政官に就任、同僚執政官はルキウス・コルネリウス・スキピオであった。ルキウス・コルネリウスが病気となったため、マルクス・ポピッリウスは全ローマ軍の指揮を取り、ガリア軍に対することとなった。司令官一人を欠いたものの、ローマ軍はその優れた軍事組織のためにガリア軍に勝利した。この勝利のために、マルクス・ポピッリウスはローマに戻った後に凱旋式を実施している。
紀元前348年にも、マルクス・ウァレリウス・コルウスと共に執政官に就任。この間にカルタゴとローマの間に、二度目の条約が締結されている。
キケロによると、マルクス・ポピッリウスは紀元前359年にカルメンタ女神の司祭に選ばれている。

## 参考資料
- ティトゥス・リウィウス『ローマ建国史』